# Cinturón (juego)
El cinturón es un tradicional juego de la zona montañesa de León siendo además común en toda España y Latinoamérica. Se juega entre varias personas y el objetivo es que cuando una de ellas encuentra el cinturón que otro de los participantes ha escondido previamente, sale corriendo detrás de sus compañeros mientras intenta azotarles hasta que se refugian en la "casa".
Para jugar solo se requiere un cinturón. Cuánto más numeroso sea el grupo de personas, más divertido resultará. Se juega al aire libre, por ejemplo en un parque o en una plaza. En caso de no disponer de un cinturón se puede jugar también con un cable, o un alargador.
Las reglas son muy sencillas:
Primero se echa a suerte quién será el encargado de esconder el cinturón dentro de la zona de juego acordada. Se elige también una "casita" o "refugio". Puede tratarse de tocar un banco, una papelera o una pared. A continuación, el que ha sido elegido en la rifa esconde el cinturón, sin que el resto de participantes puedan ver dónde lo hace, para lo que, por ejemplo, estarán mirando en otra dirección.
Una vez escondido el cinturón comienza el juego. Los participantes deberán buscar el cinturón guiados por aquel que lo ha escondido a través de expresiones como "frío" o "caliente" en función, respectivamente, de su lejanía o proximidad al cinturón escondido.
Aquel que encuentre el cinturón deberá ir corriendo detrás de sus compañeros, golpeándoles con él, hasta que consigan llegar al refugio y se libren. En la próxima partida este jugador será el encargado de esconder el cinturón.
En el momento en que un participante está siendo azotado, lo único que debe hacer es correr hasta el refugio para librarse y, en ningún caso, tratar de arrebatar el cinturón al que lo ha encontrado. La zona de golpeo es libre, siendo la más castigada la lumbar y las extremidades inferiores, en concreto muslos y pantorrillas, ya que otras zonas, como la cabeza, podrían ser peligrosas. 
Una infracción muy común consiste en que el participante que encuentra el cinturón, en lugar de correr a golpear a los demás, se lo esconda debajo de la ropa y lo saque en un momento de despiste de algún compañero, o esperando que esté acorralado, para azotarle a traición o por la espalda. Aunque si los participantes así lo acuerdan al principio del juego pueden decidir que este proceder no sea infracción, aumentando así el riesgo, la emoción y la sensación de peligro. No obstante, cuando se juega sin ningún tipo de normas, hay que tener en cuenta, si se juega con un cinturón, que el golpeo con la hebilla en zonas como la cabeza o la espalda puede llegar a ser muy peligroso, por lo que conviene no olvidar que el cinturón es un juego para todas las edades donde el fin no debe ser otro que el de pasarlo bien y reírse a costa de dar y recibir algún que otro latigazo.
- Datos: Q6411515